# 1968 en France
Chronologie de la France
- 1964
- 1965
- 1966
- 1967
- 1968
- 1969
- 1970
- 1971
- 1972

Cette page présente les faits marquants de l'année 1968 en France.

## Événements

### Janvier
- Agitation lycéenne autour des Comités Vietnam. Premiers incidents à l'université de Nanterre[1].
- 2 janvier :
  - création du Parti communiste marxiste-léniniste de France, de tendance pro-chinoise[2].
  - décret portant publication de l'accord entre la France et le Luxembourg relatif à la rectification de la frontière du 16 juillet 1963. Il concerne l'échange de zone de 2 233 m2[3].
- 8 janvier : le ministre de la Jeunesse et des Sports François Missoffe est pris à partie par les étudiants lors de l’inauguration de la piscine du campus de Nanterre[4]. Daniel Cohn-Bendit l'interpelle au sujet des silences de son Livre blanc sur les problèmes sexuels de la jeunesse[5].
- 10 janvier : par les premières « classes de neige » de masse, 50 000 enfants des écoles partent aux sports d'hiver[6].
- 11 janvier : grève au Lycée Condorcet pour protester contre la décision de la direction de faire rattraper deux jours de classe non-travaillés du 21 et 22 décembre[7].
- 11-12 janvier : attentats à la bombe du Front de libération de la Bretagne contre les préfectures de Quimper et de Saint-Brieuc[8].
- 17 janvier : violente manifestation ouvrière à Redon[9].
- 19 janvier : Robert Poujade est élu secrétaire général de l’UDR[10].
- 20 et 27 janvier : premiers affrontements violents entre lycéens et policiers. « Affaire Condorcet ». Le 20, première manifestation des CAL (comités d’action lycéens). Après avoir comparu devant le conseil de discipline Romain Goupil, militant trotskiste actif dans les lycées parisiens est exclu du Lycée Condorcet. Le 27, 400 lycéens se battent avec la police pour demander la réintégration de Goupil. Cet évènement donne l’impulsion aux Comités d’action lycéens (CAL) créés fin 1967[11].
- 25 janvier : journée nationale d’action revendicative dans la métallurgie à l’appel des fédérations CGT et CFDT[12].
- 26 janvier :
  - Nanterre vit sa première grande journée d’émeutes. Une rumeur court la faculté. Il existerait des « listes noires » d’étudiants révolutionnaires, promis à d’éventuelles sanctions. Un cortège se forme, pour protester contre le « flicage de l’université » et un éventuel renvoi de Daniel Cohn-Bendit. Le doyen fait appel à la police, qui arrive en force sur le campus. Naissance du groupe des « enragés »[11].
  - manifestation à Caen des ouvriers de la Saviem qui dégénère en centre-ville[13].
- 27 janvier : disparition du sous-marin La Minerve à 45 km au large de Toulon, dont l'épave a été retrouvée seulement le 22 juillet 2019[14] par 2 350 m de fond[15].
- 31 janvier : évacuation anticipée de la base de Mers el Kébir en Algérie par les troupes françaises[16].

### Février
- 3, 7 et 13 février : manifestations contre la guerre du Viêt Nam à Paris[17].
- 3 février : inauguration de la maison de la Culture de Grenoble par le ministre de la Culture André Malraux et le maire Hubert Dubedout[18].
- 5 février : grèves des cheminots à Grenoble pour l'ouverture des jeux olympiques, des employés de banque à Paris et du personnel navigant d’Air Inter[4].

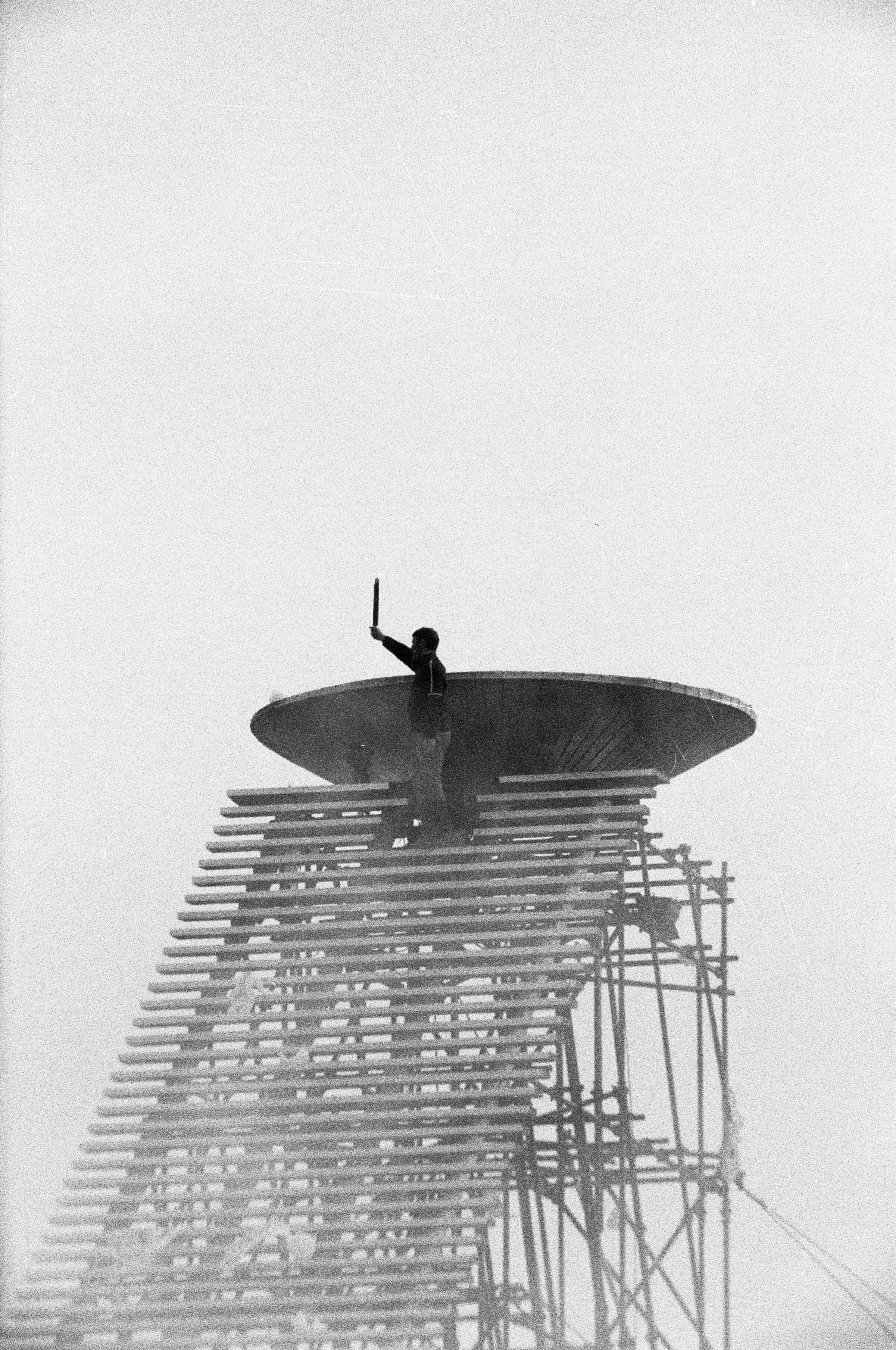
Alain Calmat allume la flamme olympique.

- 6 février : ouverture des Xe jeux olympiques d'hiver à Grenoble. La vasque olympique est allumée par Alain Calmat devant les 60 000 spectateurs du stade olympique de Grenoble. Jean Claude Killy remporte 3 médailles d'or en ski alpin[19]. Les images sont retransmises en direct pour la première fois en couleur et partout dans le monde[20].
- 9 février : le fondateur et délégué général de la Cinémathèque française, Henri Langlois, est démis de ses fonctions sur demande du gouvernement. Ce renvoi suscite une énorme émotion non seulement dans les milieux du cinéma, français et internationaux, mais dans tout le monde culturel[21].
- 11 février : une manifestation réunit étudiants et ouvriers des usines Dassault à Bordeaux[5].
- 14 février :
  - manifestation et affrontements avec la police devant la Cinémathèque[11]. Jeunes réalisateurs de la Nouvelle Vague, grandes vedettes et activistes politiques, dont Cohn-Bendit, s'y retrouvent côte à côte[21].
  - le jour de la Saint-Valentin, les résidents des cités universitaires se mettent en grève contre les règlements intérieurs[4].
- 21 février : accord national interprofessionnel sur l'indemnisation du chômage partiel codifié[22].
- 24 février : plateforme commune entre le PCF et la FGDS qui constatent leur large convergence sur les institutions et la politique économique et sociale[4].
- 26 février : grève des enseignants du secondaire sur la question de l'orientation et des moyens attribués à l'Éducation nationale. Premier meeting des Comités d'action lycéens salle Lancry[23]. Dans les cités universitaires, les étudiants réclament l'abrogation des règlements intérieurs[4].

### Mars
- 1er mars : arrêt Syndicat général des fabricants de semoules de France. Le Conseil d’État reconnait la primauté du droit national sur le droit international (décision renversé en 1989 pat l'arrêt Nicolo)[24].
- 5 mars : accident aérien du vol 212 Air France en Guadeloupe[25].
- 9 mars : accident aérien à La Réunion. Décès du général Charles Ailleret, chef d'état-major des armées[26].
- 11-16 mars : semaine de manifestations pour la défense de l’emploi dans le nord et l’est[4].
- 15 mars : Pierre Viansson-Ponté signe en une du journal Le Monde un éditorial titré « Quand la France s'ennuie... »[27].
- 20 mars : une manifestation organisée le CVN devant le siège de l'American Express, près de l'Opéra. Six manifestants sont arrêtés à la suite des bris de vitrines, parmi lesquels Nicolas Boulte et Xavier Langlade[4].
- 22 mars : mouvement du 22 Mars. 142 étudiants, menés par Daniel Cohn-Bendit, occupent la tour administrative de la faculté de Nanterre[9].
- 24 mars : discours de Lyon du général de Gaulle pour annoncer le projet gaulliste de réforme régionale ; « L'effort multiséculaire de centralisation qui fut longtemps nécessaire à notre pays pour réaliser et maintenir son unité, malgré les divergences des provinces qui lui étaient successivement rattachées ne s'impose plus désormais. »[28].
- 28 mars :
  - la faculté de Nanterre est fermée  par le doyen[4].
  - Campus émission de François Jouffa, puis Michel Lancelot sur Europe 1[29] ; contre-culture, discussion, jazz, rock et chanson engagée, étudiants…
- 29 mars : « journée de l'université critique » ; protestation des étudiants de Nanterre qui occupent un amphithéâtre à la Sorbonne[4].

### Avril
- 3 avril : le gouvernement décide une réforme universitaire qui envisage la mise en place un système d'orientation et de sélection[4].
- 7 avril : décès de Pépée, le chimpanzé femelle de Léo Ferré[30].
- 9 avril : la fusée française Véronique est lancée de la base spatiale de Kourou, en Guyane[31].
- 21 avril : plusieurs étudiants sont blessés lors d'incidents à Nanterre. Assemblée générale extraordinaire de l'UNEF ; Jacques Sauvageot assure l'intérim de la présidence après la démission de Michel Perraud[4].
- 22 avril : à la suite d'une mobilisation animée notamment par les Cahiers du cinéma, Henri Langlois est réintégré à la tête de la Cinémathèque[32].
- 26 avril : les « enragés » de Nanterre empêchent une conférence de Pierre Juquin, membre du comité central du parti communiste, sur « les solutions des communistes à la crise de l'Université »[4].
- 27 avril :
  - attentat contre la compagnie de CRS 13 de Saint-Brieuc, plasticage revendiqué par le Front de libération de la Bretagne[33].
  - le docteur Christian Cabrol réalise la première transplantation cardiaque en Europe, à l'hôpital de la Pitié-Salpêtrière à Paris[34].
  - interpellation de Daniel Cohn-Bendit par la police[4].
- 28 avril : le Conseil national prochinois détruit une exposition de soutien au gouvernement sudvietnamien, 44, rue de Rennes, organisée par Occident, mouvement d'extrême-droite[4].
- 29 avril : début de la diffusion en noir et blanc de la série animée, Les Shadoks, sur la première chaîne de l'ORTF à 20h30, créé par Jacques Rouxel avec la voix du comédien Claude Piéplu. Le dessin animé bouscule le conformisme de la télévision française et divise les français, pour ou contre  l'humour absurde des Shadoks[35].

### Mai
- Contestation estudiantine et sociale de « mai 68 » en France. Manifestation de la gauche de la République à Denfert-Rochereau le 13 mai (800 000 à 170 000 participants). La Sorbonne et la fac de Nanterre sont occupées par les étudiants.
- 2 mai : fermeture de l'université de Nanterre[4].
- 2-11 mai : Georges Pompidou est en voyage officiel en Iran et en Afghanistan[36].

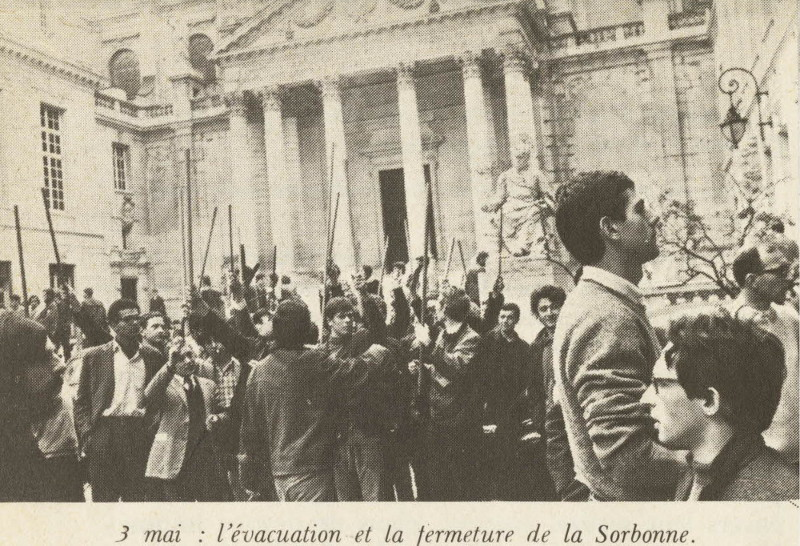
Un groupe d'étudiants dans la cour de la Sorbonne le 3 mai 1968.

- 3 mai : les étudiants se réunissent à la Sorbonne, que la police fait évacuer[9]. Le SNE-Sup pour les enseignants et l'UNEF pour les étudiants dénoncent l’atteinte aux franchises universitaires et décident une grève illimitée[4].
- 6 mai : 
  - premières barricades à Paris. Violent affrontement au quartier latin[9]. 600 étudiants et plus de 300 policiers sont blessés. Le mouvement s'étend en province, notamment à Grenoble, Lyon, Strasbourg et Toulouse[37]. Début des grèves dans les lycées[4].
- 7 mai : les étudiants défilent à travers Paris et vont chanter l'Internationale devant la tombe du soldat inconnu[9].
- 10 au 11 mai : nuit de barricades au Quartier latin de Paris[9]. Les affrontements avec la police font plus de mille blessés des deux côtés. La FEN appelle à une grève générale[38].

- 13 mai :

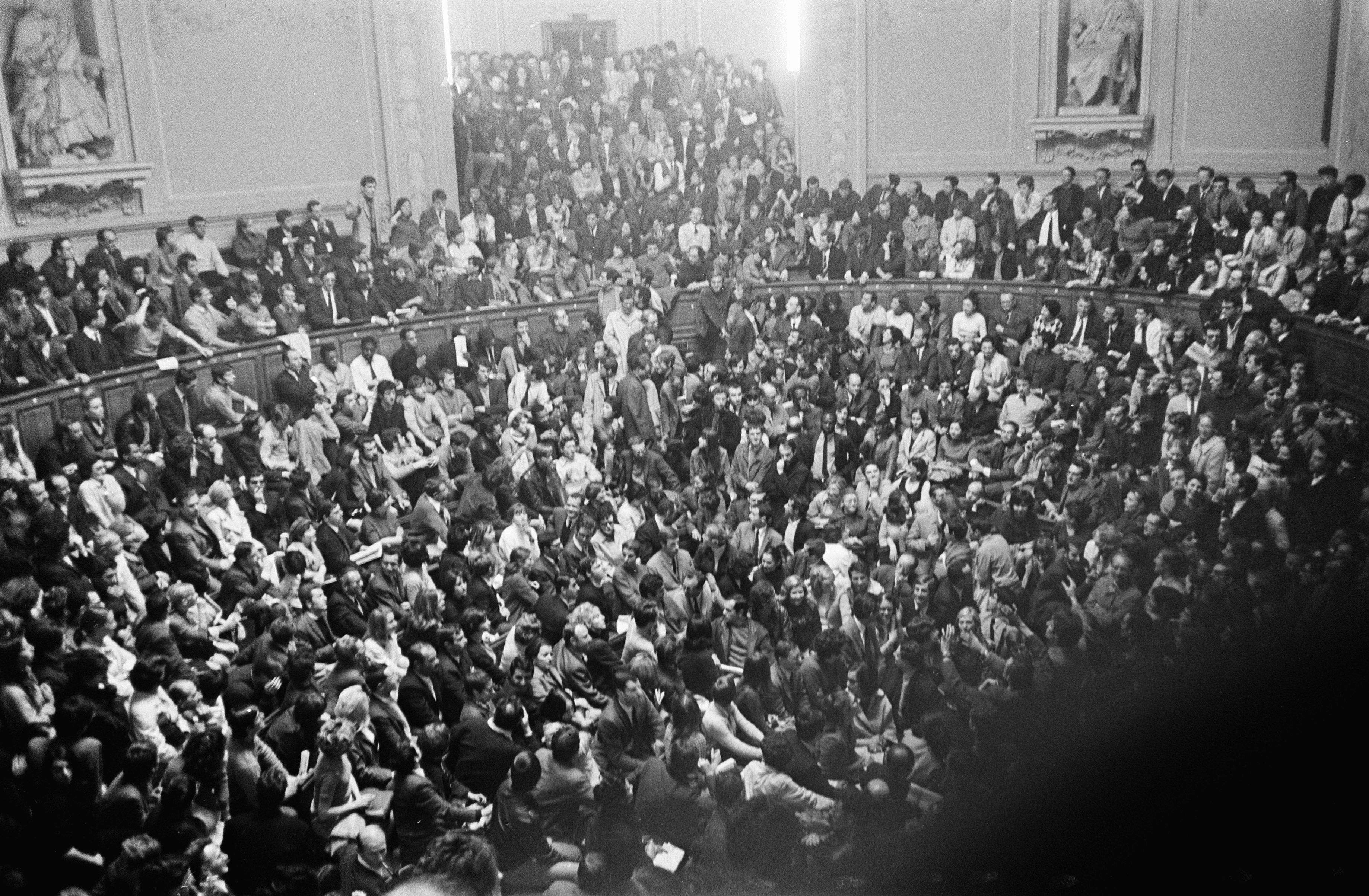
La Sorbonne occupée par les étudiants, le 28 mai 1968.

  - les centrales syndicales et les partis de gauche commencent à soutenir le mouvement estudiantin : des manifestations unitaires sont organisées à Paris et en province. La manifestation de la Gauche à Paris rassemble 800 000 personnes selon les syndicats contre 171 000 selon la police. À la fin de la journée, la Sorbonne rouverte est occupée par les étudiants[9].
  - ouverture de la Conférence de Paris entre les représentants américains et nord-vietnamiens[39].
- 14 mai : grève à Sud-Aviation, près de Nantes. 2 000 ouvriers occupent l'usine et séquestrent leur directeur[9]. Deux usines sont occupées à Woippy en Lorraine[4].
- 14 au 18 mai : voyage du général Charles de Gaulle en Roumanie[36].

- 15 mai : 

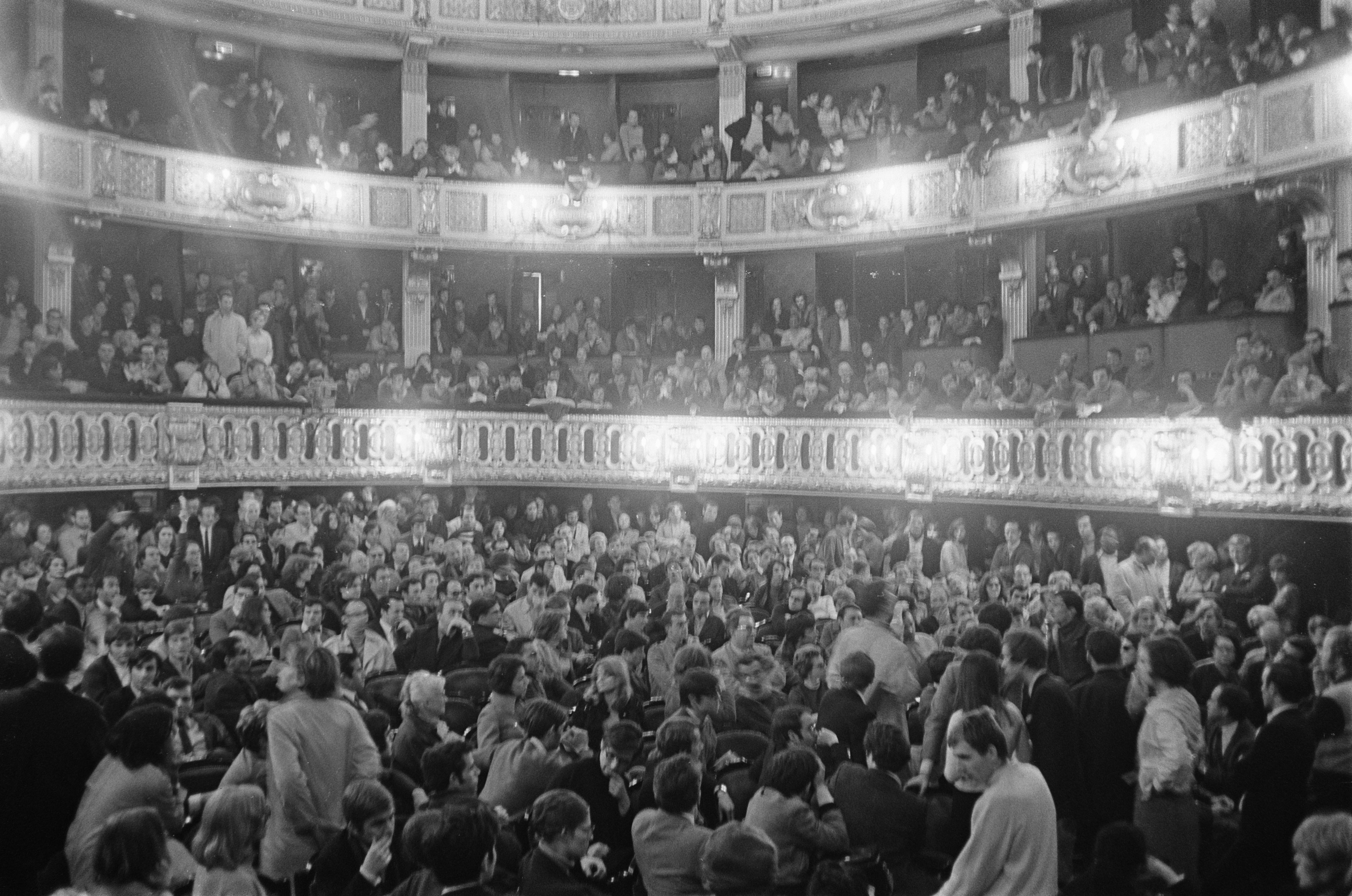
Le théâtre de l'Odéon le 28 mai.

  - grève de Renault-Cléon avec occupation des locaux[9]. Grève à Kléber-Colombes à Elbeuf et à La Roclaine à Saint-Étienne-du-Rouvray[4].
  - le théâtre de l'Odéon est occupé par les artistes[9].
- 16 mai :
  - grèves dans les usines Renault à Flins, Billancourt en Île-de-France, Sandouville, près du Havre, et au Mans[4].
  - Georges Pompidou dénonce à la télévision « les groupes d'enragés qui se proposent de généraliser le désordre » et « les provocateurs »[4].
- 17 mai : plus de 200 000 grévistes[4].
- 18 mai :
  - de retour anticipé de Roumanie, de Gaulle déclare à ses ministres à Orly « La récréation est terminée »[38].
  - le Festival de Cannes est suspendu à la suite de l'intervention de Jean-Luc Godard, François Truffaut, Claude Berri, Louis Malle, en solidarité avec les étudiants et les ouvriers[40].
  - assemblée générale des Comités d'action lycéens au lycée Louis-le-Grand à Paris et appel à la grève générale[41].
- 19 mai : 
  - De Gaulle déclare devant le conseil des ministres « les réformes oui, la chienlit non ! »[40].
  - les syndicats de l'enseignement secondaire SNES et SGEN lancent un mot d'ordre de grève ; les CAL décident l'occupation générale des lycées[41].
- 20 mai : début de grandes grèves de mai-juin 1968. On compte 6 millions de grévistes[9].

- 22 mai :

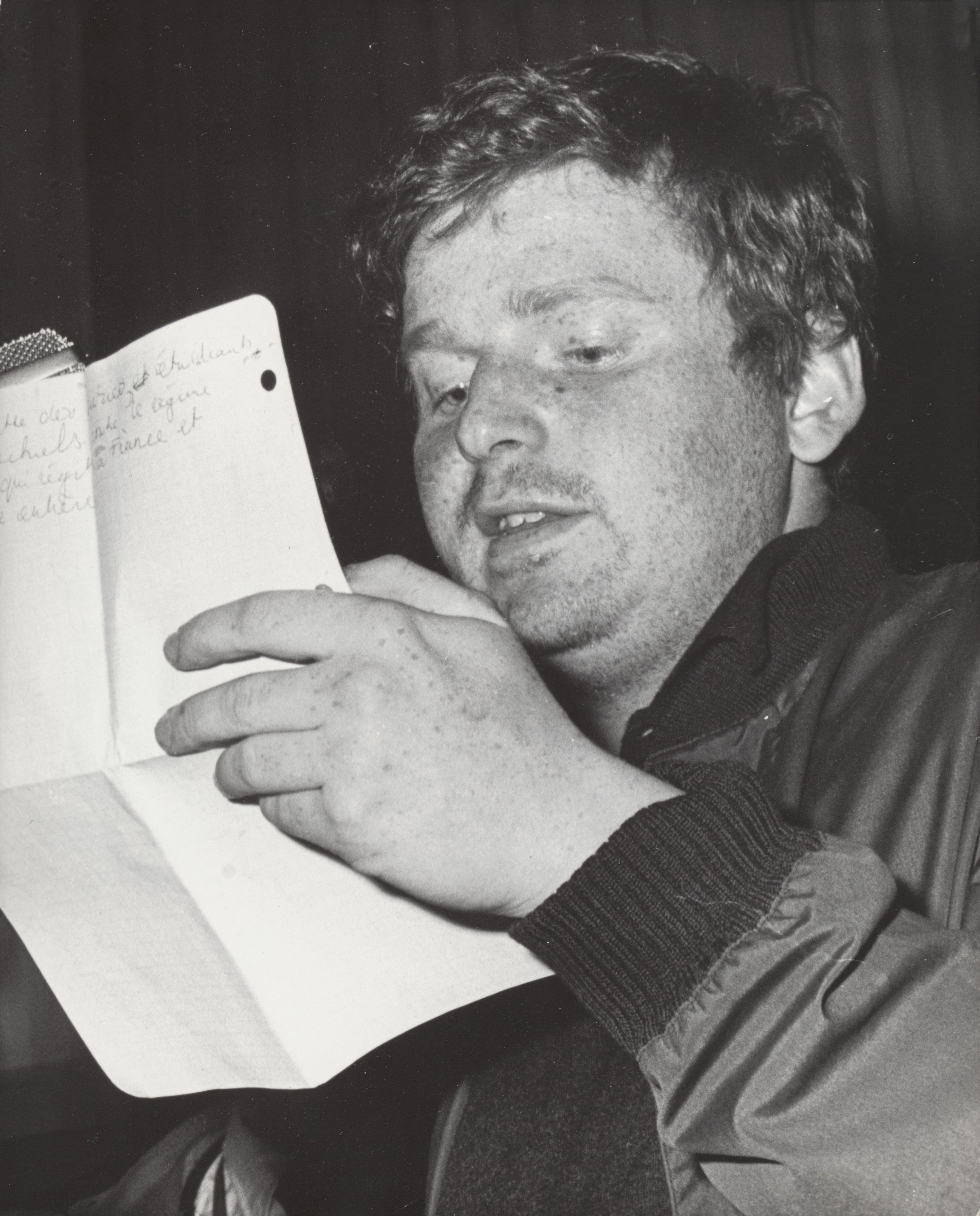
Daniel Cohn-Bendit à Amsterdam le 23 mai.

  - on compte huit millions de grévistes[4].
  - Daniel Cohn-Bendit est interdit de séjour en France[9].
  - une motion de censure déposée par la gauche est repoussée à l'Assemblée avec seulement 11 voix de majorité. La crise ne peut se dénouer par un changement de gouvernement[4].
- 23-24 mai : deuxième nuit des barricades. Le ministre de l'Intérieur Christian Fouchet évoque « la pègre chaque jour plus nombreuse qui rampe, enragée, depuis les bas-fonds de Paris, qui se cache derrière les étudiants et se bat avec une folie meurtrière[40]. »

- 24 mai :
  - de Gaulle annonce à la télévision un référendum sur la participation dans les entreprises et les universités, mal accueilli par l’opinion. De nouvelles barricades sont dressées dans la nuit du 24 au 25 mai[4]. Dans les incidents de la nuit, deux morts : un commissaire de police à Lyon, renversé par un camion, et un jeune homme à Paris (éclat de grenade dans le cœur).
  - manifestations d'agriculteurs organisées par la FNSEA contre la baisse des prix de la viande et du lait[4].

- 25 mai :

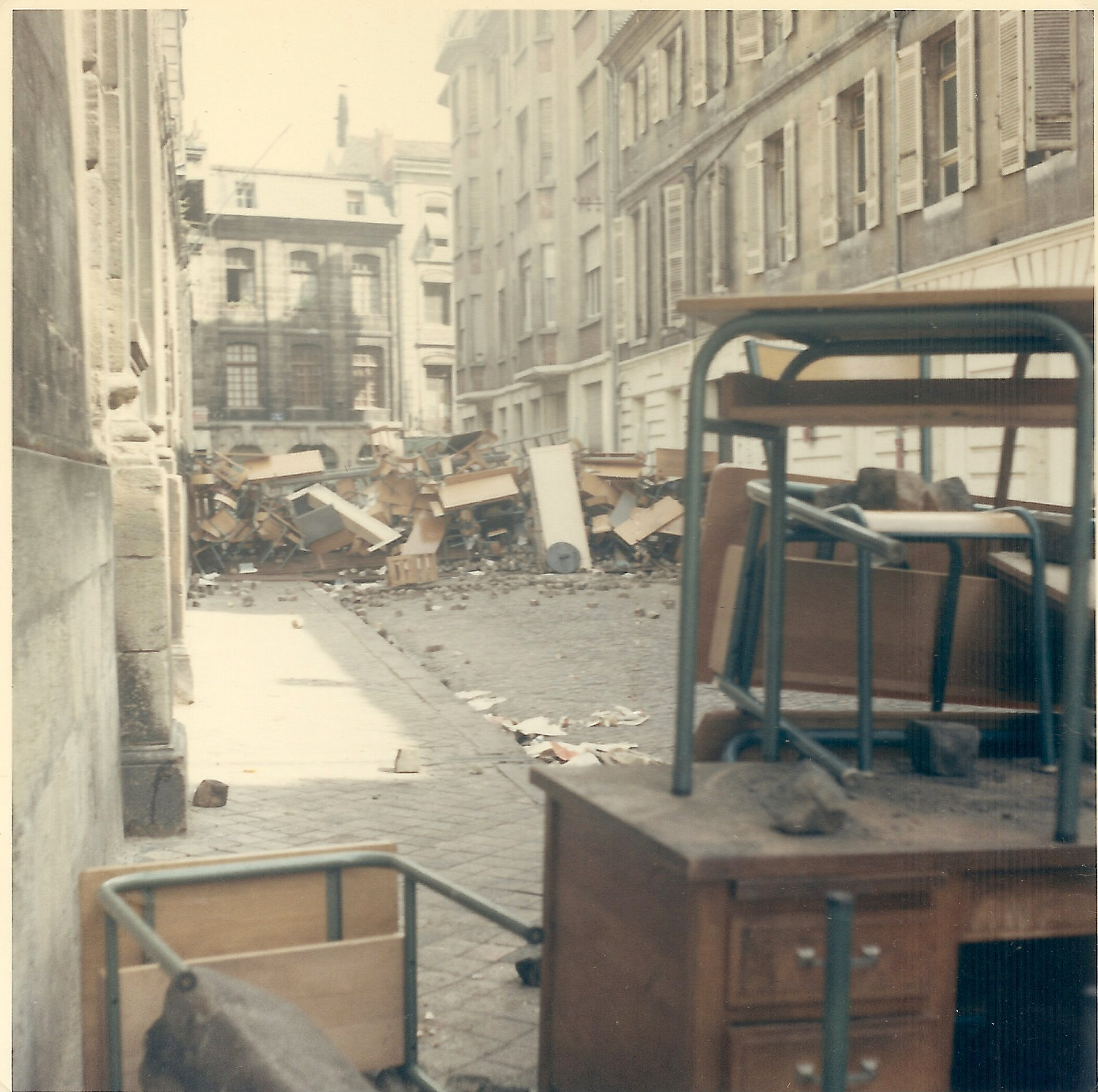
Nuit de barricades à Bordeaux le 25 mai 1968.

  - grève des journalistes à l'ORTF[40].
  - « déclaration de Villeurbanne » rédigée par le philosophe Francis Jeanson et signée par les vingt-trois directeurs de maisons de la culture et de théâtres populaires dénonçant la culture « bourgeoise »[40].
- 25 au 27 mai : négociations des accords de Grenelle[4].
- 27 mai :
  - signature des accords de Grenelle, protocole d’accord entre le gouvernement et les syndicats (relèvement du SMIG, augmentation des salaires, réduction du ticket modérateur en matière de Sécurité sociale…). Les grévistes de Renault-Billancourt refusent les accords[40].
  - meeting au stade Charléty à Paris[9] ; UNEF, PSU, CFDT[4].
- 28 mai :
  - dans une conférence de presse, François Mitterrand réclame un gouvernement provisoire sous la direction de Pierre Mendès France[42].
  - démission d’Alain Peyrefitte, ministre de l’Éducation nationale[43].
  - le baccalauréat est ajourné[43].
- 29 mai :
  - manifestation de la CGT de la Bastille à la gare Saint-Lazare qui demande un gouvernement populaire[44].
  - De Gaulle « disparaît » à Baden-Baden où il rencontre Jacques Massu[9].

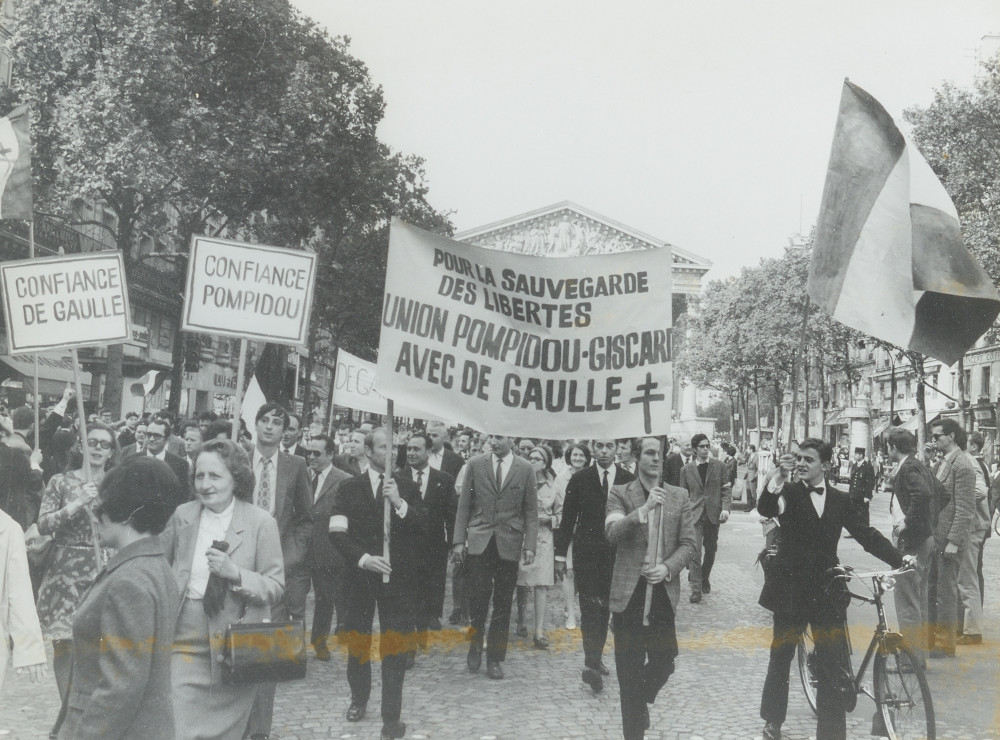
Manifestation de soutien à De Gaulle le 30 mai 1968.

- 30 mai : allocution radiotélévisée du général Charles de Gaulle sur la « Chienlit ». Il annonce la dissolution de l’Assemblée nationale et l’ajournement du référendum. Manifestation gaulliste sur les Champs-Élysées de même ampleur que la manifestation contestatrice du 13 mai[9].
- 31 mai : remaniement ministériel. Raymond Marcellin est nommé au ministère de l'intérieur, replaçant Christian Fouchet. Il reçoit la difficile mission de lutter contre les nombreux troubles à l'ordre public créés par mai 68[45]. Sous son mandat, les effectifs des forces de l'ordre passent de 140 000 à 180 000 hommes.

### Juin
- 3 juin :
  - incidents entre Israélites et Arabes à Belleville pendant deux jours[46].
  - le personnel d’EDF-GDF, de la SNCF et de la RATP vote la reprise de l’activité[46].

- 4 juin : l'armée occupe les émetteurs de l'ORTF[46].
- 5 juin : tendance nette à la reprise dans la sidérurgie, les mines, les banques et la sécurité sociale[47].
- 6 juin : reprise du travail aux PTT[43] et dans la fonction publique
- 7 juin : 
  - violent affrontements à Flins entre les grévistes et la Régie Renault, épaulés par les étudiants et les forces de l’ordre. Décès de Gilles Tautin (17 ans), lycéen venu soutenir les grévistes[46].
  - réouverture des écoles[47].
- 8 juin : création du syndicat de la magistrature[48].
- 10 juin : on compte un million de grévistes[43].
- 11 juin : marche silencieuse de lycéens, compagnons de Gilles Tautin. Après 22 jours de grève, la police investit les usines Peugeot à Sochaux ; les affrontements font deux morts et des blessés graves. Manifestations à la gare de l'Est à l'appel de l'UNEF, de la plupart des organisations d'extrême-gauche et de la CFDT, qui se termine par des affrontements avec la police au quartier latin[46].
- 12 juin : 
  - le gouvernement dissout plusieurs organisations d’extrême gauche et interdit les manifestations sur tout le territoire[46].
  - les cours reprennent dans les lycées[47].
- 15 juin : évacuation de l'Odéon par la police[46].
- 16 juin : évacuation de la Sorbonne[49].
- 17 juin : reprise du travail dans les usines Renault à Billancourt[49]. Reprise chez Peugeot et Berliet le 19 juin, à la Saviem et Citroën le 21 juin, à Usinor-Dunkerque et Caterpilar Grenoble le 26 juin[47]…
- 23-30 juin : élections législatives. Large victoire des gaullistes UDR et de leurs alliés (Union des démocrates pour la République) qui remportent la majorité absolue des sièges. L’opposition subit un échec retentissant[50].
- 25 juin : création de l'Union nationale des associations autonomes de parents d'élèves (UNAAPE)[51].
- 27 juin :
  - reprise du travail à l'ORTF[49].
  - suppression de l’épreuve écrite du baccalauréat[50].

### Juillet
- 1er juillet : achèvement de l’union douanière dans les États-membres de la CEE ; mise en place d’un tarif douanier commun pour le commerce extra-communautaire par les six pays de la CEE[52].
- 10 juillet :
  - Maurice Couve de Murville, nouveau Premier ministre, en remplacement de Georges Pompidou forme un nouveau gouvernement[50]. Edgar Faure est nommé ministre de l’éducation nationale[53].
  - arrestation d’Alain Krivine[4].
- 11 juillet : la faculté des sciences de Marseille est la dernière université évacuée[50].
- 11-25 juillet : conformément à la Constitution la nouvelle Assemblée se réunit pour une durée de quinze jours[54] ; Jacques Chaban-Delmas est réélu au fauteuil présidentiel. Incidents entre l’UDR et les républicains indépendants ; Valéry Giscard d'Estaing est écarté de la présidence de la commission des Finances au profit de Jean Taittinger[55].
- 12 juillet : fin de la grève des journalistes de l’ORTF[56].
- 13 au 16 juillet : incidents au Quartier latin et à la Bastille entre manifestants et policiers[57].
- 15 au 31 juillet : incidents au Festival d'Avignon[50].
- 17 juillet : dans sa déclaration de politique générale qu’il fait devant le parlement, Couve de Murville se donne dix-huit mois pour rétablir l’équilibre de l’économie française et précise « les grandes réformes » qui seront engagées avant la fin de l’année[58].
- 23 juillet : ratification des ordonnances sur la sécurité sociale par l'Assemblée nationale[4].
- 24 juillet : loi d’amnistie pour les faits relatifs à l’Algérie[4].
- 29 juillet : premières restrictions de l’émigration vers la France[59].
- 31 juillet : le secrétaire d'État chargé de l'Information Joël Le Theule annonce la suppression d'un tiers des postes de journalistes de la radio et de la télévision[60].

### Août
- 4 août : 102 journalistes de radio et télévision sont licenciés[61].
- 5 août : un navire minéralier transportant de la bauxite, le Siglion, innaugure le port de Fos-sur-Mer[62].
- 7 août : manifestations des agriculteurs du Vaucluse et des Bouches-du-Rhône  contre la mévente des fruits et légumes. Des tomates et des pêches sont déversés devant la sous-préfecture de Carpentras, des poires devant la sous-préfecture d'Apt et des pêches devant la préfecture d'Avignon[63].
- 24 août : opération Canopus, premier essai d'une bombe à hydrogène (H) au-dessus de l'atoll de Fangataufa[4].

### Septembre
- 2 septembre : la direction du théâtre de l’Odéon est retirée à Jean-Louis Barrault[64].
- 4 septembre : suppression du contrôle des changes en France[65].
- 9 septembre : lors de sa dernière conférence de presse au palais de l'Élysée, Charles de Gaulle condame les événements en Tchécoslovaquie et affirme « Depuis 1958, nous, Français, n'avons pas cessé de travailler à mettre un terme au régime des deux blocs[66]. ». Il livre une définition du gaullisme : « Aucun système de pensée, de volonté et d’action ne sauraient inspirer la France, comme il faut pour qu’elle soit la France, sinon celui que les événements ont suscité depuis juin 1940 [...] On voit donc quel est, pour longtemps, le devoir de cohésion et de résolution de ceux qui, à mesure du temps, ont adhérer, adhèrent ou adhéreront à l’entreprise de rénovation nationale qui a le service de la France pour raison d’être, pour loi et pour ressort. Cette entreprise, si on l’appelle « Gaullisme » depuis 1940, n’est que la forme contemporaine de l’élan de notre pays, une fois de plus ranimé, vers le degré de rayonnement, de puissance et d’influence répondant à sa vocation humaine au milieu de l’Humanité. »[67], fait l'éloge de Georges Pompidou, mis « en réserve de la République » et évoque les grandes réformes en préparation (Sénat, régionalisation, participation, Université)[68]. Une reconnaissance du Biafra n’est pas exclue[69].
- 11 septembre : 
  - Louis Aragon « J’appelle un chat un chat », éditorial dans Les Lettres françaises où il proteste contre l’invasion de la Tchécoslovaquie. Quelques jours plus tard, il rédige la préface du roman de Milan Kundera, La Plaisanterie (le roman sur le printemps de Prague) paru chez Gallimard[70].
  - le vol 1611 Air France, une Caravelle SE-210, en provenance d'Ajaccio et à destination de Nice, s'abîme en mer, tuant les 95 personnes présentes à bord. Officiellement la cause de l'accident est un incendie, mais certains témoins estiment que l'accident aurait été causé par un tir de missile, occulté par le gouvernement français[71].
- 12 septembre :
  - réouverture dans le calme de la Sorbonne[4].
  - création de l’Alliance des jeunes pour le socialisme (AJS), la « branche jeune » de l’organisation trotskiste OCI (ou lambertiste)[72].
  - sortie de la Peugeot 504[73].
- 18 septembre : sortie du premier numéro de Rouge, organe de l’ancienne JCR, devenue la Ligue communiste en avril 1969[74] ; « En Mai nous avons pris la parole : c’est la dernière arme qu’on nous fera déposer[75]. »
- 22 septembre : élections sénatoriales[76].
- 27 - 28 septembre : entretiens de Gaulle-Kiesinger à Bonn[77].
- Le Front de libération de la Bretagne annonce qu’il suspendra ses actions de commandos avant, pendant, et après la visite du général de Gaulle en Bretagne[78].

### Octobre
- 1er octobre :
  - découverte du cadavre de Stefan Marković, garde du corps d'Alain Delon, dans une décharge publique des Yvelines[70].
  - première apparition de la publicité à la télévision française sur la première chaîne[79].
- 3 octobre :
  - Alain Poher est élu Président du Sénat en remplacement de Gaston Monnerville qui ne se représente pas[80] (fin en 1992).
  - mise en service du réacteur Célestin II à Marcoule pour la production de tritium[81].
- 4 octobre : début de l’ « affaire Marković » ; Stefan Marković, garde du corps d’Alain et Nathalie Delon, a laissé une lettre accusant du crime Alain Delon et « un truand retiré des affaires », Marcantoni. Le couple Pompidou est bientôt impliqué sur la base de faux documents. Un jeune Yougoslave, Akow, détenu à la prison de Fresnes, a adressé des lettres à Delon. Elles ont été saisies. Il y déclare avoir participé à une soirée organisée dans une villa des Yvelines. « Soirée particulière, fort gaie. » Akow affirme que Markovic possédait des photographies compromettantes pour l’épouse de l’ancien Premier ministre, Claude Pompidou. Akow, interrogé, aurait affirmé avoir vu Claude Pompidou, lors de cette « soirée particulière ». Georges Pompidou lui-même serait mis en cause par ce témoignage[82].
- 5 octobre :
  - Jacques Chancel présente pour la première fois Radioscopie sur France Inter de 17 à 18 heures (chaque jour jusqu’en 1982)[83].
  - réunion de dix-huit associations au sein de la Fédération française des sociétés de protection de la nature, à l'origine de France nature environnement[84].
- 9 octobre :
  - prix Nobel de la paix pour René Cassin, juriste inspirateur de la Déclaration universelle des droits de l'homme du 10 décembre 1948[85].
  - première de En toutes lettres, émission littéraire mensuelle de Eric Ollivier et Jean Dutourd sur la première chaîne de télévision[86].
- 10 octobre : l'Assemblée nationale adopte le projet de réforme des universités présenté par le ministre de l'Éducation nationale Edgar Faure[4].
- 16 octobre : premier concert des Pink Floyd en France, à Lyon, au théâtre du VIIIe[87].
- 20 octobre : à 80 ans, Maurice Chevalier, le plus international des chanteurs français fait ses adieux définitifs à la scène au théâtre des Champs-Élysées, après plus de 50 ans de carrière. Maurice Chevalier s'éteindra 4 ans plus tard, le 1er janvier 1972[88].
- 20 - 21 octobre : comité central du PCF à Ivry. À la suite de l’intervention soviétique en Tchécoslovaquie, la démission du bureau politique de Jeannette Thorez-Veermersch est acceptée. Il adresse un blâme public à Roger Garaudy (désaccord sur la Tchécoslovaquie)[89]. La revue Démocratie nouvelle, directeur Jacques Duclos, rédacteur en chef Pierre Villon, rédacteur en chef adjoint Paul Noirot, cesse de paraître[90].
- 25 octobre : le groupuscule Occident provoque des incidents et agresse les enseignants aux lycées Voltaire, Louis-le-Grand, Condorcet et Buffon à Paris[57].
- 25 - 30 octobre : visite en Turquie du général de Gaulle[91].
- 26 octobre : à la suite d’incidents provoqués par Occident, début de manifestation au Quartier latin[57].
- 27 octobre : un groupe commun pro-chinois et anarchistes investissent le café Relais-Odéon, lieu de rendez-vous habituel des militants d’Occident, et y lance des cocktails Molotov entraînant un incendie[92]. Le soir même, la librairie maoïste de la rue Gît-le-Cœur est plastiquée[93].
- 31 octobre :
  - des maoïstes de l’UJCML dissoute créent la Gauche prolétarienne (GP)[94] (ou dès septembre 1968[95]) qui regroupe une quarantaine de personnes issues d’une minorité de l’ancienne UJCML[96], renforcée quelques mois plus  tard  par l’adhésion de certains militants du « 22 mars » nanterrois, d’intellectuels réfractaires au discours « marxiste-léniniste » (André Glucksmann, Serge July)[97], ainsi que ceux qui appartenaient au cercle normalien très fermé des Cahiers pour l’analyse, jusque-là connu surtout pour sa distance très lacanienne devant le politique.
  - dissolution du mouvement Occident (extrême droite)[57]. Devant le risque d’engrenage après les incendies du 28 octobre, Maurice Grimaud choisit l’interdiction du groupe d’extrême droite.

### Novembre
- 1er novembre : parution du premier numéro de La Cause du peuple, journal de la Gauche prolétarienne. Jean-Pierre Le Dantec en devient le directeur. Quatre à huit pages imprimés en rouge et noir sur du mauvais papier. En sous-titre  « Journal communiste révolutionnaire prolétarien». À droite : une effigie de Mao, un marteau et une faucille[98].
- 2-3 novembre : réunie à Clichy en conseil national, la SFIO demande le remplacement de la FGDS par un parti « résolument socialiste »[4].
- 7 novembre : François Mitterrand abandonne la direction et démissionne de la FGDS qui disparaît sans que nul ne tente de la sauver[99].
- 8 novembre : décret autorisant l'émission de bons du Trésor à cinq ans[100].
- 12 novembre :
  - vote de la loi d'orientation sur l'enseignement supérieur. Transformation du paysage universitaire français. Les universités autonomes remplacent les facultés (création des UER dont la gestion revient à l'ensemble des utilisateurs)[50]. Deux nouveaux centres sont créés : Dauphine (24 octobre) et Vincennes (7 décembre)[101].
  - crise des changes ; le gouvernement doit choisir entre une dévaluation et le rétablissement du contrôle des changes ; il décide de rétablir le contrôle des changes le 25 novembre avec des modalités plus strictes[65].
- 14 novembre : décret portant règlement d'administration publique sur le régime des stations de sports d'hiver et d'alpinisme ; il institue une taxe sur les activités bénéficiant de la prospérité des stations de sport d'hiver, qui préfigure la taxe sur les remontées mécaniques instituée en 1985[102].
- 29 novembre : loi fiscale majorant les taux de TVA et restreignant le champ d'application de la taxe sur les salaires[103].

### Décembre
- 5 décembre : la loi sur l’exercice du droit syndical dans l’entreprise est votée à l’Assemblée[50].
- 5 - 6 décembre : le comité central du parti communiste se prononce pour une « démocratie avancée »[4].
- Nuits des 6-7 décembre et 7-8 décembre : série de six attentats à Paris, contre le Pub Renault des Champs-Élysées, trois banques, une permanence UDR et un café[104]. Retrouvé blessée sur le lieu d’une des explosions, une étudiante toulousaine, Mlle Andrée Destouet, reconnaîtra sa participation à l’attaque des banques[105].
- 8 décembre : lors de la troisième convention nationale des clubs Perspectives et réalités, Valéry Giscard d'Estaing estime que la réforme régionale doit être adoptée par la voie législative normale et non pas par un référendum[106]. Le 17 décembre, le comité directeur des républicains indépendants désaprouve l’organisation du référendum[107].
- 10 décembre : Jean-Marcel Jeanneney confirme que la réforme des régions et du Sénat aura lieu par la voie du référendum[108].
- 12-20 décembre : agitation à Nanterre pendant plusieurs jours. Grève des cours ; la police occupe le campus[109].
- 14 décembre : la soutenance de thèse de Jean-William Lapierre est interrompue par des étudiants qui entendent protester contre Jean Stoetzel et Raymond Aron, membres du jury[110].
- 15 décembre : affaire Thévenin. Un jeune ouvrier, appréhendé dans un bar, est retrouvé mort dans les locaux du commissariat de Chambéry[111].
- 17-20 décembre : fermeture du lycée Chaptal à la suite de divers incidents[112].
- 18 décembre : la Commission des Communautés européennes approuve le plan Mansholt sur la réforme des structures agricoles[113].
- 20-22 décembre : congrès national extraordinaire de la SFIO à Puteaux, qui décide la création d’un nouveau « parti socialiste » en 1969[4]. Guy Mollet annonce qu'il ne sera pas candidat au poste de secrétaire général du nouveau parti[114].
- 27 décembre :
  - loi sur la section syndicale d'entreprise. Les syndicats peuvent constituer des sections syndicales et désigner des délégués syndicaux au sein des entreprises[115]. Jusqu'à présent, les dispositions conventionnelles aménageant les activités du syndicat sur les lieux de travail restaient rares. Cette loi consacre non seulement une liberté d'expression et d'action du syndicat dans l'entreprise, mais aussi une institution proprement syndicale (le délégué syndical) aux côtés des institutions élues (délégués du personnel et comité d'entreprise). Elle est enfin le socle de la promotion future de la négociation collective d'entreprise.
  - le CDR (Comité de défense de la République) de Dijon attaque violemment le ministre de l’Éducation nationale et qualifie la loi d’orientation universitaire de « bluff » et de « fiasco »[105].
- 29 décembre : adoption de la cotisation de solidarité à la charge des producteurs de blé et d'orge[116].
- 31 décembre :
  - de Gaulle décide de généraliser l'embargo sur toutes les fournitures d'armement à Israël au lendemain du raid israélien sur l'aéroport de Beyrouth[117].
  - allocution du général de Gaulle ; « Portons donc en terre les diables qui nous ont tourmentés pendant l’année qui s’achève[4]. »

## Naissances en 1968
- Cali (chanteur)
- Sandrine Kiberlain (comédienne)
- Frank Lebœuf (footballeur)
- Marine Le Pen (personnalité politique)
- Pierre Palmade (humoriste)
- Mathilde Seigner (comédienne)
- Boris Rehlinger (comédien de doublage, voix de Jason Statham).